# Барон Шеперд
Барон Шеперд из Сполдинга в графстве Линкольншир — наследственный титул в системе Пэрства Соединённого королевства. Он был создан 28 июня 1946 года для Джорджа Шеперда (1881—1954), который ранее был национальным агентом Лейбористской партии (1929—1946). Также он занимал должности капитана йоменской гвардии (1949) и капитана Корпуса офицеров почётного эскорта (1949—1951).
Его единственный сын, Малкольм Ньютон Шеперд, 2-й барон Шеперд (1918—2001), был также видным лейбористским политиком. Он занимал посты капитана Корпуса офицеров почётного эскорта (1964—1967), лидера Палаты лордов (1974—1976) и лорда-хранителя Малой печати (1974—1976).
В 1999 году после принятия Акта Палаты лордов 1999 года, который лишил наследственных пэров автоматических мест в Палате лордов, Малкольм Ньютон Шеперд сохранил место в Палате лордов, получив звание пожизненного пэра в качестве барона Шеперда Сполдингского из Сполдинга в графстве Линкольншир. В 2001 году после его смерти титул пожизненного пэра (англ. life peer, каковой не может быть унаследован) Шеперда Сполдингского прервался. 
По состоянию на 2025 год носителем наследственного титула «наследственный пэр» (англ. hereditary peer, который не дает права заседать в палате лордов) являлся его старший сын, Грэм Джордж Шеперд, 3-й барон Шеперд (род. 1949).

## Бароны Шеперд (1946)
- 1946—1954: Джордж Роберт Шеперд, 1-й барон Шеперд (19 августа 1881 — 4 декабря 1954), сын Джорджа Роберта Шеперда, портного из Сполдинга[1];
- 1954—2001: Малкольм Ньютон Шеперд, 2-й барон Шеперд (27 сентября 1918 — 5 апреля 2001), единственный сын предыдущего[2];
- с 2001: Грэм Джордж Шеперд, 3-й барон Шеперд (род. 6 января 1949), старший сын предыдущего[3];
  - Наследник титула: достопочтенный Патрик Шеперд (род. 10 июля 1980), сын предыдущего[4].